# ザウジ
座標: 南緯12度47分20秒 東経45度16分14秒 / 南緯12.78876度 東経45.27048度

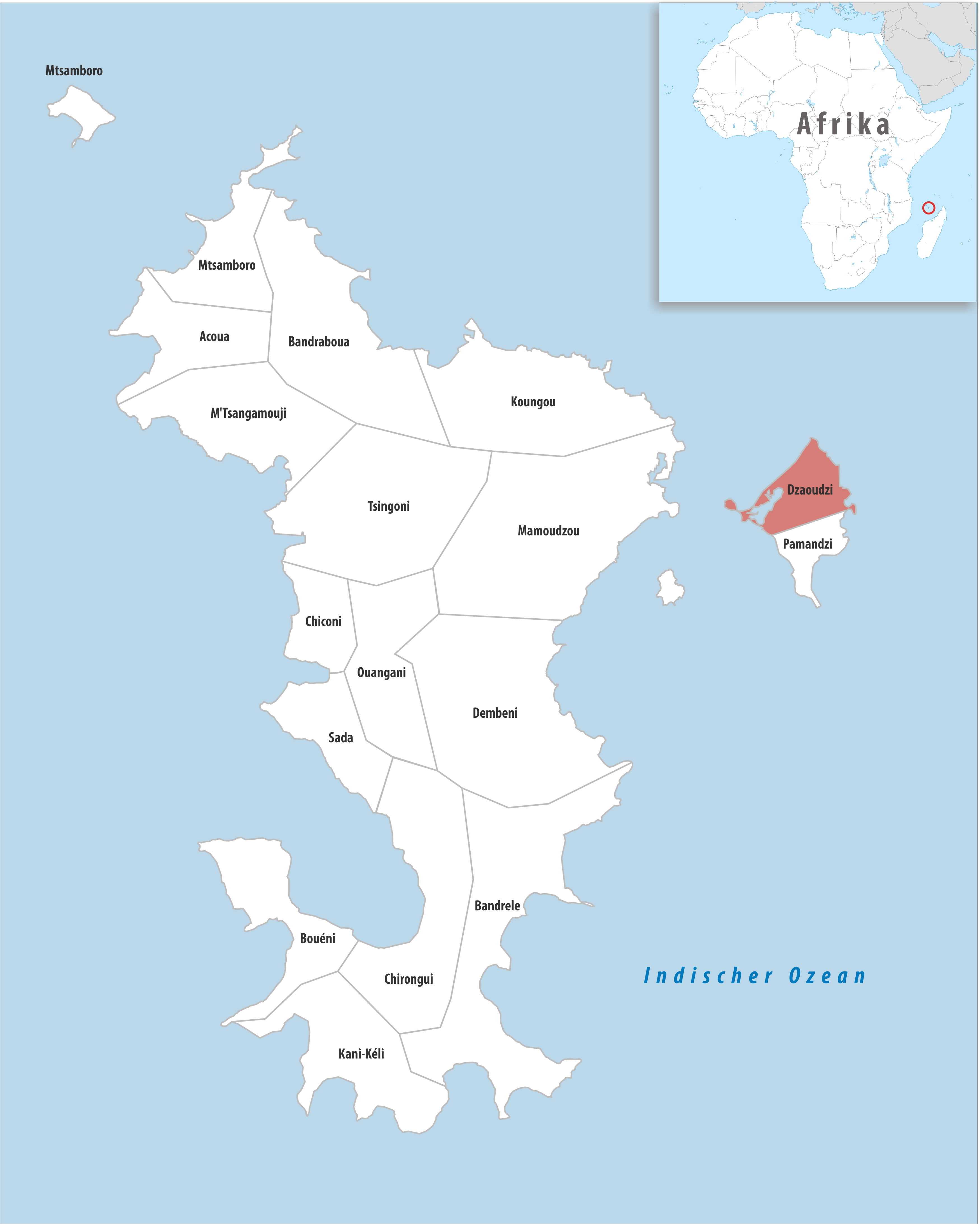
ザウジ・コミューンの位置

ザウジ（Dzaoudzi）は、フランス海外県マヨットの都市（コミューン）。人口17,831人（2017年）。マヨット属島であるプチトテール（小島）西部に位置し、現在の首都であるマムズとは海を隔てて対岸に位置する。1960年まではコモロ諸島全体の首都であり、1977年まではマヨット島の首都であった。1977年から2023年までは「暫定首都」として、法令上の首都であった。

## ザウジ小郡
ザウジ小郡は、島の北部を占める小郡であり、コミューンはザウジ1つのみである。北部にある火口湖のジアニ湖が観光地として知られている。

## 歴史
フランスが19世紀にマヨット島を領有した際にザウジに官庁を置き、コモロの残り3島をフランスが支配下に置いた際、ザウジにあった官庁に諸島全体を管轄させたため、ザウジが諸島全体の首都となった。しかしザウジの位置するプチトテールは岩でできた小さな島であり、交通不便な上手狭であったため、1960年に首都はグランドコモロ島のモロニに移転した。その際にマヨットでは雇用が失われ、最大の島・グランドコモロに対する不満が爆発し、これが原因で1975年、マヨットは他3島と袂を分かち、フランス領にとどまることとなった。一方マヨットでも新首都建設が進み、1977年、マヨットの首都はマムズに移った。